# Llista de béns culturals qualificats de Biscaia
Llista de béns culturals de Biscaia inclosos en el Registre de Béns Culturals Qualificats en les categories de monument, conjunt monumental i espai cultural. Quant a grau de protecció són equivalents a béns d'interès cultural.

## Abadiño
| Monument           | Tipus                                          | Localització              | Coordenades                                          | Codi?         | Imatge |
| ------------------ | ---------------------------------------------- | ------------------------- | ---------------------------------------------------- | ------------- | --- |
| Torre de Muntxaraz | BIC 17-07-1984 Monument Arquitectura defensiva | Abadiño C. Muntxaraz, 17A | 43° 08′ 41″ N, 2° 36′ 03″ O / 43.144828°N,2.600725°O | RI-51-0005158 | Torre de Muntxaraz (Abadiño) · Vegeu més fotos d'aquest monument · Carregueu una nova foto d'aquest monument |

## Balmaseda
| Monument                                | Tipus                               | Localització               | Coordenades                                          | Codi?         | Imatge |
| --------------------------------------- | ----------------------------------- | -------------------------- | ---------------------------------------------------- | ------------- | --- |
| Església de San Severino                | BIC 17-07-1984 Monument Gòtic       | Balmaseda Pl. San Severino | 43° 11′ 46″ N, 3° 11′ 33″ O / 43.196166°N,3.192629°O | RI-51-0005146 | Església de San Severino (Balmaseda) · Vegeu més fotos d'aquest monument · Carregueu una nova foto d'aquest monument |
| Zubizaharra, Pont Vell, Pont de la Muza | BIC 17-07-1984 Conjunt monument XIV | Balmaseda                  | 43° 11′ 34″ N, 3° 11′ 43″ O / 43.192717°N,3.195339°O | RI-51-0005156 | Zubizaharra (Balmaseda) · Vegeu més fotos d'aquest monument · Carregueu una nova foto d'aquest monument              |

## Bermeo
| Monument                        | Tipus                                      | Localització                         | Coordenades                                          | Codi?         | Imatge |
| ------------------------------- | ------------------------------------------ | ------------------------------------ | ---------------------------------------------------- | ------------- | --- |
| Església de Santa Maria         | BIC 17-07-1984 Monument Neoclassicisme XIX | Bermeo C. Arana Tar Sabin Enparantza | 43° 25′ 13″ N, 2° 43′ 21″ O / 43.420374°N,2.722609°O | RI-51-0005149 | Església de Santa Maria (Bermeo) · Vegeu més fotos d'aquest monument · Carregueu una nova foto d'aquest monument         |
| Antic claustre de San Francisco | BIC 17-07-1984 Monument Gòtic XV           | Bermeo C. Prantzisko Deuna Atea      | 43° 25′ 08″ N, 2° 43′ 30″ O / 43.418909°N,2.725115°O | RI-51-0005153 | Antic claustre de San Francisco (Bermeo) · Vegeu més fotos d'aquest monument · Carregueu una nova foto d'aquest monument |
| Torre Ertzila                   | BIC 27-09-1943 Monument Gòtic XV-XVI       | Bermeo C. Ertzila                    | 43° 25′ 13″ N, 2° 43′ 16″ O / 43.420348°N,2.72116°O  | RI-51-0001139 | Torre Ertzila (Bermeo) · Vegeu més fotos d'aquest monument · Carregueu una nova foto d'aquest monument                   |

## Bilbao
| Monument                                      | Tipus                                           | Localització                    | Coordenades                                          | Codi?         | Imatge |
| --------------------------------------------- | ----------------------------------------------- | ------------------------------- | ---------------------------------------------------- | ------------- | --- |
| Azkuna Zentroa, antiga Llotja Municipal       | BIC 22-12-1998 Monument Eclecticisme XX         | Bilbao C. Iparraguirre          | 43° 15′ 35″ N, 2° 56′ 13″ O / 43.259722°N,2.936944°O | RI-51-0002364 | Llotja Municipal (Bilbao) · Vegeu més fotos d'aquest monument · Carregueu una nova foto d'aquest monument                              |
| Església de San Anton                         | BIC 17-07-1984 Monument Gòtic XV                | Bilbao C. Ribera, 24            | 43° 15′ 18″ N, 2° 55′ 24″ O / 43.255°N,2.923333°O    | RI-51-0005150 | Església de San Anton (Bilbao) · Vegeu més fotos d'aquest monument · Carregueu una nova foto d'aquest monument                         |
| Plaza Barria                                  | BIC 17-07-1984 Monument Neoclasicisme XIX       | Bilbao Pl. Berria               | 43° 15′ 33″ N, 2° 55′ 22″ O / 43.259065°N,2.922686°O | RI-51-0005154 | Plaza Barria (Bilbao) · Vegeu més fotos d'aquest monument · Carregueu una nova foto d'aquest monument                                  |
| Merkatari Idazmahai (Escriptori Mercantil)    | BIC 15-12-1989 Monument Eclecticisme            | Bilbao C. Ribera 4-5-6, plta. 1 | 43° 15′ 32″ N, 2° 55′ 32″ O / 43.259003°N,2.925663°O | RI-51-0005417 | Merkatari Idazmahai (Bilbao) · Vegeu més fotos d'aquest monument · Carregueu una nova foto d'aquest monument                           |
| Casa Arróspide                                | BIC 23-06-1989 Monument Eclecticisme            | Bilbao                          | 43° 15′ 34″ N, 2° 56′ 26″ O / 43.259499°N,2.940501°O | RI-51-0006886 | Casa Arrospide (Bilbao) · Vegeu més fotos d'aquest monument · Carregueu una nova foto d'aquest monument                                |
| Casa Montero                                  | BIC 06-07-1993 Monument Modernisme XX           | Bilbao Alameda de Recalde, 34   | 43° 15′ 50″ N, 2° 56′ 05″ O / 43.263935°N,2.934788°O | RI-51-0008306 | Casa Montero (Bilbao) · Vegeu més fotos d'aquest monument · Carregueu una nova foto d'aquest monument                                  |
| Arxiu Històric Provincial                     | BIC 10-11-1997 Arxiu                            | Bilbao                          | 43° 15′ 51″ N, 2° 55′ 49″ O / 43.264294°N,2.930195°O | RI-AR-0000053 | Arxiu Històric Provincial (Bilbao) · Vegeu més fotos d'aquest monument · Carregueu una nova foto d'aquest monument                     |
| Nucli històric de Bilbao, Zazpikaleak         | BIC 09-11-1972 Conjunt monumental               | Bilbao                          | 43° 15′ 27″ N, 2° 55′ 25″ O / 43.257549°N,2.923663°O | RI-53-0000144 | Nucli històric (Bilbao) · Vegeu més fotos d'aquest monument · Carregueu una nova foto d'aquest monument                                |
| Catedral de Santiago de Bilbao                | BIC 03-06-1931 Monument Gòtic XV                | Bilbao Pl. Santiago, 1          | 43° 15′ 25″ N, 2° 55′ 26″ O / 43.256944°N,2.923889°O | RI-51-0001010 | Catedral de Santiago (Bilbao) · Vegeu més fotos d'aquest monument · Carregueu una nova foto d'aquest monument                          |
| Museu Arqueològic, Etnogràfic i Històric Basc | BIC 01-03-1962 Monument Barroc classicista XVII | Bilbao Pl. Unamuno, 4           | 43° 15′ 28″ N, 2° 55′ 19″ O / 43.257778°N,2.921944°O | RI-51-0001423 | Museu Arqueològic, Etnogràfic i Històric Basc (Bilbao) · Vegeu més fotos d'aquest monument · Carregueu una nova foto d'aquest monument |
| Museu de Belles Arts de Bilbao                | BIC 01-03-1962 Monument Neoclassicisme XX       | Bilbao Pl. Museo, 2             | 43° 15′ 55″ N, 2° 56′ 17″ O / 43.265278°N,2.938056°O | RI-51-0001424 | Museu de Belles Arts (Bilbao) · Vegeu més fotos d'aquest monument · Carregueu una nova foto d'aquest monument                          |
| Cases de Sota                                 | BIC 10-06-1977 Monument Eclecticisme XX         | Bilbao Gran Via, 43-47          | 43° 15′ 47″ N, 2° 56′ 12″ O / 43.263134°N,2.93663°O  | RI-51-0004249 | Cases de Sota (Bilbao) · Vegeu més fotos d'aquest monument · Carregueu una nova foto d'aquest monument                                 |
| La Sociedad Bilbaina                          | BIC 14-11-2000 Monument Eclecticisme XX         | Bilbao C. Navarra, 1            | 43° 15′ 38″ N, 2° 55′ 34″ O / 43.260519°N,2.926206°O | RI-51-0005416 | La Sociedad Bilbaina (Bilbao) · Vegeu més fotos d'aquest monument · Carregueu una nova foto d'aquest monument                          |

## Burgelu
| Monument                                   | Tipus                                  | Localització                    | Coordenades                                       | Codi?         | Imatge |
| ------------------------------------------ | -------------------------------------- | ------------------------------- | ------------------------------------------------- | ------------- | --- |
| Església de la Nativitat de Nostra Senyora | BIC 11-02-2000 Monument Protogòtic XIV | Burgelu C. Abrevadero, 13, Añua | 42° 50′ 00″ N, 2° 32′ 16″ O / 42.8333°N,2.53778°O | RI-51-0009008 | Església de la Nativitat de Nostra Senyora (Burgelu) · Vegeu més fotos d'aquest monument · Carregueu una nova foto d'aquest monument |

## Durango
| Monument                           | Tipus                                          | Localització          | Coordenades                                          | Codi?         | Imatge |
| ---------------------------------- | ---------------------------------------------- | --------------------- | ---------------------------------------------------- | ------------- | --- |
| Creu de Kurutziaga                 | BIC 05-02-1954 Monument Gòtic XV               | Durango C. Kurutziaga | 43° 10′ 05″ N, 2° 37′ 45″ O / 43.16815°N,2.629269°O  | RI-51-0001245 | Creu de Kurutziaga (Durango) · Vegeu més fotos d'aquest monument · Carregueu una nova foto d'aquest monument                 |
| Església de Santa Maria d'Uribarri | BIC 03-12-1964 Monument Gòtic, renaixement XVI | Durango C. Andra Mari | 43° 10′ 05″ N, 2° 37′ 53″ O / 43.167963°N,2.631298°O | RI-51-0001629 | Església de Santa Maria d'Uribarri (Durango) · Vegeu més fotos d'aquest monument · Carregueu una nova foto d'aquest monument |
| Nucli històric de Durango          | BIC 30-01-1997 Conjunt monumental              | Durango               |                                                      | RI-53-0000392 | Nucli històric (Durango) · Carregueu una nova foto d'aquest monument                                                         |

## Elorrio
| Monument                 | Tipus                             | Localització                         | Coordenades                                          | Codi?         | Imatge |
| ------------------------ | --------------------------------- | ------------------------------------ | ---------------------------------------------------- | ------------- | --- |
| Necròpolis d'Argiñeta    | BIC 03-06-1931 Zona arqueològica  | Elorrio                              | 43° 08′ 24″ N, 2° 32′ 09″ O / 43.139904°N,2.535971°O | RI-55-0000054 | Necròpolis d'Argiñeta (Elorrio) · Vegeu més fotos d'aquest monument · Carregueu una nova foto d'aquest monument |
| Nucli històric d'Elorrio | BIC 27-07-1964 Conjunt monumental | Elorrio                              | 43° 07′ 50″ N, 2° 32′ 34″ O / 43.130657°N,2.542714°O | RI-53-0000049 | Nucli històric (Elorrio) · Vegeu més fotos d'aquest monument · Carregueu una nova foto d'aquest monument        |
| Palau de Tola            | BIC 20-07-1979 Monument           | Elorrio C. San Juan - c. San Vicente | 43° 07′ 46″ N, 2° 32′ 19″ O / 43.129313°N,2.538593°O | RI-51-0004375 | Palau de Tola (Elorrio) · Vegeu més fotos d'aquest monument · Carregueu una nova foto d'aquest monument         |
| Palau de Casa Jara       | BIC 07-11-1980 Monument           | Elorrio C. Balendin Berrio-Otxoa, 2  | 43° 07′ 48″ N, 2° 32′ 31″ O / 43.129949°N,2.541914°O | RI-51-0004436 | Palau de Casa Jara (Elorrio) · Vegeu més fotos d'aquest monument · Carregueu una nova foto d'aquest monument    |

## Ermua
| Monument            | Tipus                                | Localització                      | Coordenades                                          | Codi?         | Imatge |
| ------------------- | ------------------------------------ | --------------------------------- | ---------------------------------------------------- | ------------- | --- |
| Palau de Valdespina | BIC 17-07-1984 Monument Barroc XVIII | Ermua C. Marqués de Valdespina, 1 | 43° 11′ 09″ N, 2° 30′ 08″ O / 43.185941°N,2.502177°O | RI-51-0005159 | Palau de Valdespina (Ermua) · Vegeu més fotos d'aquest monument · Carregueu una nova foto d'aquest monument |

## Galdakao
| Monument                | Tipus                             | Localització               | Coordenades                                          | Codi?         | Imatge |
| ----------------------- | --------------------------------- | -------------------------- | ---------------------------------------------------- | ------------- | --- |
| Església de Santa Maria | BIC 03-06-1931 Monument Gòtic XVI | Galdakao C. Eletxalde, 56A | 43° 14′ 11″ N, 2° 49′ 58″ O / 43.236387°N,2.832715°O | RI-51-0001012 | Església de Santa Maria (Galdakao) · Vegeu més fotos d'aquest monument · Carregueu una nova foto d'aquest monument |

## Galdames
| Monument       | Tipus                            | Localització | Coordenades                                          | Codi?         | Imatge                                                                |
| -------------- | -------------------------------- | ------------ | ---------------------------------------------------- | ------------- | --------------------------------------------------------------------- |
| Cova Arenaza I | BIC 17-07-1984 Zona arqueològica | Galdames     | 43° 15′ 32″ N, 3° 05′ 58″ O / 43.258983°N,3.099508°O | RI-51-0005164 | Cova Arenaza I (Galdames) · Carregueu una nova foto d'aquest monument |

## Gueñes
| Monument                | Tipus                             | Localització          | Coordenades                                          | Codi?         | Imatge |
| ----------------------- | --------------------------------- | --------------------- | ---------------------------------------------------- | ------------- | --- |
| Església de Santa Maria | BIC 17-07-1984 Monument Gòtic XVI | Gueñes Pl. Euskadi, 7 | 43° 12′ 47″ N, 3° 05′ 44″ O / 43.213023°N,3.095608°O | RI-51-0005147 | Església de Santa Maria (Gueñes) · Vegeu més fotos d'aquest monument · Carregueu una nova foto d'aquest monument |

## Guernica
| Monument       | Tipus                                      | Localització                     | Coordenades                                          | Codi?         | Imatge |
| -------------- | ------------------------------------------ | -------------------------------- | ---------------------------------------------------- | ------------- | --- |
| Casa de Juntes | BIC 17-07-1984 Monument Neoclassicisme XIX | Guernica C. Karmelo Etxegarai, 9 | 43° 18′ 47″ N, 2° 40′ 47″ O / 43.313139°N,2.679806°O | RI-51-0005155 | Casa de Juntes (Guernica) · Vegeu més fotos d'aquest monument · Carregueu una nova foto d'aquest monument |

## Ispaster
| Monument            | Tipus                                | Localització     | Coordenades                                          | Codi?         | Imatge |
| ------------------- | ------------------------------------ | ---------------- | ---------------------------------------------------- | ------------- | --- |
| Palau Adán de Yarza | BIC 17-07-1984 Monument Barroc XVIII | Ispaster C. Atea | 43° 21′ 27″ N, 2° 30′ 12″ O / 43.357517°N,2.503274°O | RI-51-0005160 | Palau Adán de Yarza (Ispaster) · Vegeu més fotos d'aquest monument · Carregueu una nova foto d'aquest monument |

## Kortezubi
| Monument            | Tipus                            | Localització      | Coordenades                                          | Codi?         | Imatge |
| ------------------- | -------------------------------- | ----------------- | ---------------------------------------------------- | ------------- | --- |
| Cova de Santimamiñe | BIC 17-07-1984 Zona arqueològica | Kortezubi Basondo | 43° 20′ 48″ N, 2° 38′ 12″ O / 43.346667°N,2.636667°O | RI-51-0005165 | Cova de Santimamiñe (Kortezubi) · Vegeu més fotos d'aquest monument · Carregueu una nova foto d'aquest monument |

## Larrabetzu
| Monument        | Tipus                                | Localització                  | Coordenades                                          | Codi?         | Imatge                                                                   |
| --------------- | ------------------------------------ | ----------------------------- | ---------------------------------------------------- | ------------- | ------------------------------------------------------------------------ |
| Palau Anguleria | BIC 04-01-1996 Monument Barroc XVIII | Larrabetzu C. Mikel Zarate, 1 | 43° 15′ 35″ N, 2° 47′ 54″ O / 43.259711°N,2.798220°O | RI-51-0009007 | Palau Anguleria (Larrabetzu) · Carregueu una nova foto d'aquest monument |

## Lekeitio
| Monument                | Tipus                               | Localització                          | Coordenades                                          | Codi?         | Imatge |
| ----------------------- | ----------------------------------- | ------------------------------------- | ---------------------------------------------------- | ------------- | --- |
| Església de Santa Maria | BIC 03-06-1931 Monument Gòtic XV    | Lekeitio C. Independentzia Enparantza | 43° 21′ 48″ N, 2° 30′ 10″ O / 43.363333°N,2.502778°O | RI-51-0001011 | Església de Santa Maria (Lekeitio) · Vegeu més fotos d'aquest monument · Carregueu una nova foto d'aquest monument |
| Palau d'Uriarte         | BIC 17-07-1984 Monument Barroc XVII | Lekeitio C. Santo Domingo, 3          | 43° 21′ 45″ N, 2° 30′ 15″ O / 43.362614°N,2.504235°O | RI-51-0005161 | Palau d'Uriarte (Lekeitio) · Vegeu més fotos d'aquest monument · Carregueu una nova foto d'aquest monument         |

## Markina-Xemein
| Monument                    | Tipus                                      | Localització                           | Coordenades                                          | Codi?         | Imatge |
| --------------------------- | ------------------------------------------ | -------------------------------------- | ---------------------------------------------------- | ------------- | --- |
| Església de Santa Maria     | BIC 17-07-1984 Monument Gòtic XVI          | Markina-Xemein C. Xemein Hiribidea, 25 | 43° 16′ 03″ N, 2° 29′ 35″ O / 43.267363°N,2.493018°O | RI-51-0005151 | Església de Santa Maria (Markina-Xemein) · Vegeu més fotos d'aquest monument · Carregueu una nova foto d'aquest monument |
| Cementiri de Markina-Xemein | BIC 17-07-1984 Monument Neoclassicisme XIX | Markina-Xemein C. Xemein Hiribidea, 23 | 43° 16′ 03″ N, 2° 29′ 34″ O / 43.26762°N,2.492916°O  | RI-51-0005152 | Cementiri (Markina-Xemein) · Vegeu més fotos d'aquest monument · Carregueu una nova foto d'aquest monument               |

## Muskiz
| Monument                           | Tipus                            | Localització            | Coordenades                                          | Codi?         | Imatge |
| ---------------------------------- | -------------------------------- | ----------------------- | ---------------------------------------------------- | ------------- | --- |
| Ferreria del Pobal                 | BIC 17-07-1984 Monument XVIII    | Muskiz                  | 43° 17′ 48″ N, 3° 07′ 32″ O / 43.296788°N,3.125681°O | RI-51-0005162 | Ferreria del Pobal (Muskiz) · Vegeu més fotos d'aquest monument · Carregueu una nova foto d'aquest monument                 |
| Castell de San Martín de Muñatones | BIC 29-09-1944 Monument Gòtic XV | Muskiz C. San Martin, 7 | 43° 19′ 30″ N, 3° 06′ 33″ O / 43.325123°N,3.109218°O | RI-51-0001165 | Castell de San Martín de Muñatones (Muskiz) · Vegeu més fotos d'aquest monument · Carregueu una nova foto d'aquest monument |

## Orozko
| Monument          | Tipus                                          | Localització            | Coordenades                                          | Codi?         | Imatge |
| ----------------- | ---------------------------------------------- | ----------------------- | ---------------------------------------------------- | ------------- | --- |
| Torre d'Aranguren | BIC 17-07-1984 Monument Gòtic, renaixement XVI | Orozko C. Aranguren, 11 | 43° 05′ 49″ N, 2° 52′ 10″ O / 43.096888°N,2.869361°O | RI-51-0005157 | Torre d'Aranguren (Orozko) · Vegeu més fotos d'aquest monument · Carregueu una nova foto d'aquest monument |

## Otxandio
| Monument          | Tipus                                | Localització                      | Coordenades                                          | Codi?         | Imatge |
| ----------------- | ------------------------------------ | --------------------------------- | ---------------------------------------------------- | ------------- | --- |
| Casa Consistorial | BIC 07-06-1963 Monument Barroc XVIII | Otxandio C. Nagusia Enparantza, 1 | 43° 02′ 26″ N, 2° 39′ 17″ O / 43.040418°N,2.654776°O | RI-51-0001453 | Casa Consistorial (Otxandio) · Vegeu més fotos d'aquest monument · Carregueu una nova foto d'aquest monument |

## Portugalete
| Monument                | Tipus                             | Localització                        | Coordenades                                          | Codi?         | Imatge |
| ----------------------- | --------------------------------- | ----------------------------------- | ---------------------------------------------------- | ------------- | --- |
| Església de Santa Maria | BIC 17-07-1984 Monument Gòtic XVI | Portugalete C. Canton de la Iglesia | 43° 19′ 11″ N, 3° 01′ 00″ O / 43.319722°N,3.016667°O | RI-51-0005148 | Església de Santa Maria (Portugalete) · Vegeu més fotos d'aquest monument · Carregueu una nova foto d'aquest monument |
| Pont de Biscaia         | BIC 17-07-1984 Monument XX        | Portugalete                         | 43° 19′ 23″ N, 3° 01′ 01″ O / 43.323175°N,3.016833°O | RI-51-0005163 | Pont de Biscaia (Portugalete) · Vegeu més fotos d'aquest monument · Carregueu una nova foto d'aquest monument         |

## Ziortza-Bolibar
| Monument               | Tipus                            | Localització                            | Coordenades                                         | Codi?         | Imatge |
| ---------------------- | -------------------------------- | --------------------------------------- | --------------------------------------------------- | ------------- | --- |
| Col·legiata de Ziortza | BIC 13-08-1948 Monument Gòtic XV | Ziortza-Bolibar C. Goierria Ziortza, 11 | 43° 14′ 54″ N, 2° 33′ 45″ O / 43.24836°N,2.562488°O | RI-51-0001214 | Col·legiata de Ziortza (Ziortza-Bolibar) · Vegeu més fotos d'aquest monument · Carregueu una nova foto d'aquest monument |

## Diversos municipis
| Monument                     | Tipus          | Localització | Coordenades                                          | Codi?               | Imatge |
| ---------------------------- | -------------- | ------------ | ---------------------------------------------------- | ------------------- | --- |
| Camí de Sant Jaume a Biscaia | BIC 05-09-1962 | [[]]         | 42° 52′ 50″ N, 8° 32′ 38″ O / 42.880561°N,8.543889°O | RI-53-0000035-00017 | Camí de Sant Jaume a Biscaia · Vegeu més fotos d'aquest monument · Carregueu una nova foto d'aquest monument |